# Spilomyia liturata
Spilomyia liturata är en tvåvingeart som beskrevs av Samuel Wendell Williston  1887. Spilomyia liturata ingår i släktet trädblomflugor, och familjen blomflugor. Inga underarter finns listade i Catalogue of Life.